# Ladislas III l'Enfant
Ladislas III Árpád de Hongrie (Hongrois:László) dit l'Enfant, (1199 – 7 mai 1205) brièvement roi de Hongrie de 1204 à 1205.
Ladislas naît en 1199, il est le fils du roi Imre de Hongrie et de son épouse Constance d'Aragon. Son père se sentant très malade le fait couronner roi à l'âge de quatre ans en 1204. Il désigne toutefois son frère le prince André comme régent (gubernator). Ladislas III devient seul roi de Hongrie après la disparition prématurée de son père le 30 novembre 1204.
La reine veuve qui craint l'ambition du prince André le frère révolté du roi décédé, se réfugie avec son fils et la couronne de saint Étienne auprès de Léopold VI d'Autriche. C'est à Vienne que le jeune roi meurt brusquement âgé d'environ cinq ans le 7 mai 1205. Son corps est rapatrié et il est inhumé à Székesfehérvár. La couronne est également rapportée en Hongrie et André II est couronné roi le 29 mai 1205 par Jean l'archevêque de Kalocsa.